# Marne (Holstein)
Marne település Németországban, Schleswig-Holstein tartományban. Lakosainak száma 5979 fő (2023. december 31.). Marne Marnerdeich és Brunsbüttel községekkel határos.

## Népesség
A település népességének változása:
| Lakosok száma | 5475 | 5652 | 5832 | 5858 | 5858 | 6061 | 6037 | 5979 |
|               | 1975 | 2014 | 2017 | 2018 | 2019 | 2021 | 2022 | 2023 |